# Monte Soratte
Monte Soratte (ten tijde van de Romeinen: Soracte) is een bergrug in de provincie Rome, in Italië. Het is een smalle, geïsoleerde rug van kalksteen met een lengte van 5,5 km. De rug telt in totaal zes pieken. Gelegen op ongeveer 10 km ten zuidoosten van Civita Castellana en 45 km ten noorden van Rome, vormt hij de enige merkbare rug in de Tibervallei. Het dichtstbijzijnde dorp is Sant'Oreste. Over Sint Orestes of Edistus, naar wie de nederzetting genoemd is, wordt gezegd dat hij martelaarschap kreeg vlak bij de Monte Soratte.
De hoogste top ligt 691 m boven zeeniveau. De rug is een deel van een Natuurreservaat dat een variëteit aan flora en fauna herbergt.

## Geschiedenis
De streek werd gebruikt door de oude Italiaanse stammen van de regio (Sabinijnen, Capenates, Falisci en de Etrusken) voor de verering van de god Soranus. Monte Soratte werd door Horatius vermeld in ("vides ut alta stet nive candidum Soracte?" Carm. i. 9), alsook door Virgilius, die stelde dat Apollo zijn beschermgod was. In de realiteit was hij gewijd aan Pluto en de lagere goden.
De kluizenaarswoning van St. Sylvester is juist onder te top. Volgens de legend werd zijn kerk gesticht door paus Sylvester, die daar toevlucht had gezocht om aan Constantijns vervolging te ontsnappen. De kerk huisvest 14e- en 15e-eeuwse fresco's. Op de rug zijn er nog vier andere kluizenaarswoningen.
De kerk van Santa Maria delle Grazie werd in 1835 gebouwd op een reeds bestaand 16e-eeuws gebouw. Ze bevat een ooit veel vereerde afbeelding van Madonna.

## Bijnaam
Mount Soratte had ook de bijnaam "Berg van Mussolini", omdat zijn vorm gezien vanuit Magliano Sabina doet denken aan dat van de voormalige Italiaanse dictator terwijl hij een helm draagt.